# نوکم

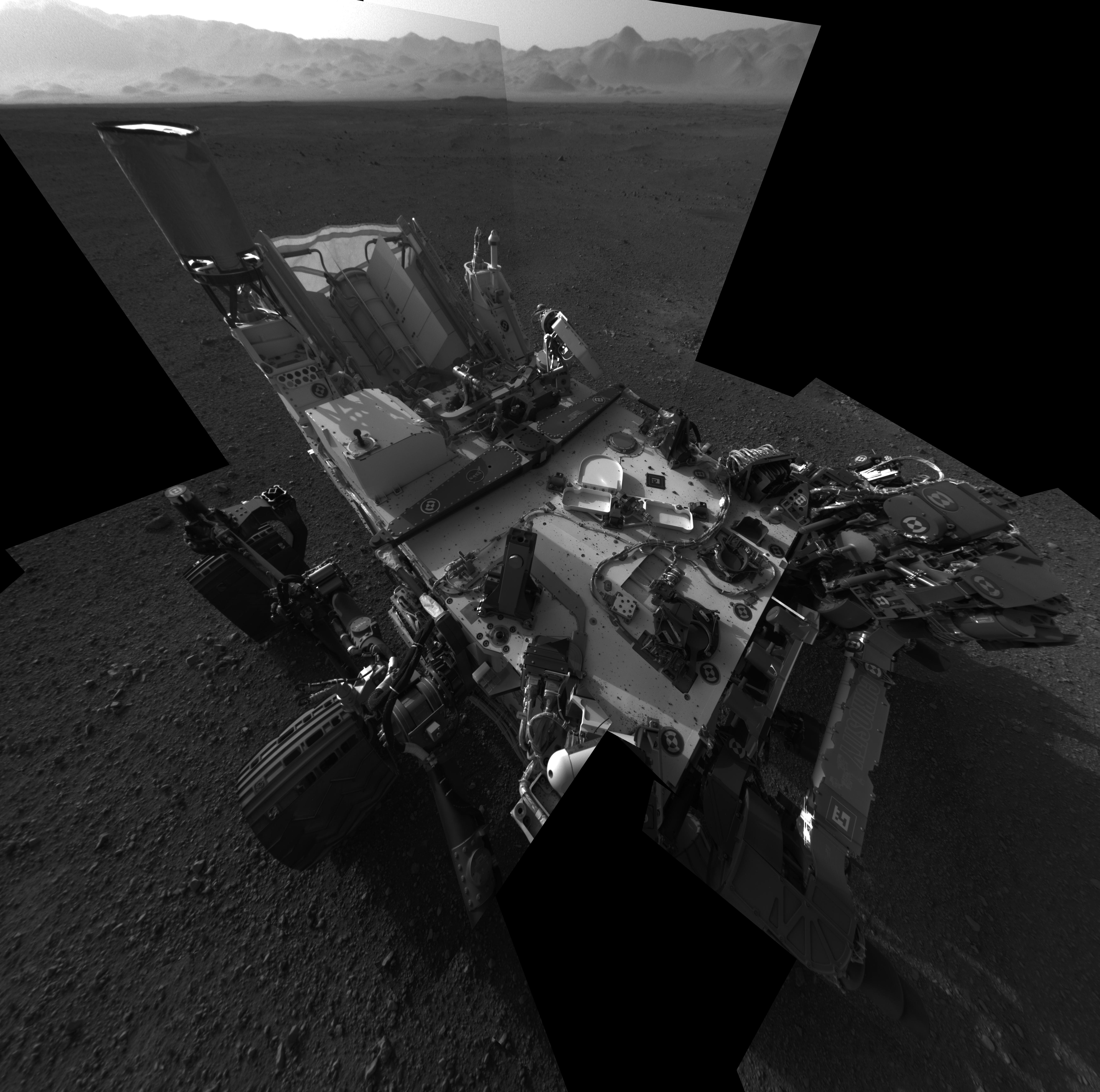
عکس سلفی مریخ نورد کنجکاوی که در آن عرشه مریخ نورد از دید NavCams مشاهده می‌شود.

نَوکم (به انگلیسی: Navcam)، مخفف دوربین ناوبری، نوعی دوربین است که در برخی از سطح‌نوردهای رباتیک یا سفینه‌های فضایی مورد استفاده قرار می‌گیرد و می‌تواند بدون تداخل با ابزارهای علمی به ناوبری و تعیین مسیر بپردازد. نوکم‌ها معمولاً عکس‌هایی با زاویه دید عریض می‌گیرند که برای برنامه‌ریزی حرکت‌های بعدی وسیله نقلیه یا ردیابی اشیا استفاده می‌شود.